# Matthew Coward-Holley
Matthew John Coward-Holley (* 14. Dezember 1994 in Chelmsford) ist ein britischer Sportschütze in der Disziplin Trap.

## Erfolge
Matthew Coward-Holley wurde 2015 in Lonato del Garda im Doppeltrap Weltmeister, ein Jahr darauf belegte er an selber Stelle im Doppeltrap bei den Europameisterschaften den dritten Platz. Ebenfalls in Lonato gewann Coward-Holley diesmal Trap seinen zweiten Weltmeistertitel, außerdem wurde er mit der Mannschaft im Trap Dritter. In Osijek sicherte er sich 2021 im Trap schließlich auch den Titelgewinn bei Europameisterschaften und schloss zudem die Mixedkonkurrenz im Trap auf dem zweiten Platz ab.
2019 vertrat er das Vereinigte Königreich bei den Europaspielen in Minsk. Im Trap-Einzelwettbewerb verpasste er als 24. das Finale ebenso deutlich wie in der Mixedkonkurrenz an der Seite der damals als Kirsty Barr antretenden Kirsty Hegarty mit Platz 20. Bei den 2021 ausgetragenen Olympischen Spielen 2020 in Tokio trat Coward-Holley ebenfalls in zwei Wettbewerben an. In der Qualifikation erzielte er wie drei weitere Schützen 123 Treffer, das zweitbeste Vorrundenergebnis. Im Stechen platzierte er sich nach weiteren 21 Treffern schließlich auf Rang zwei. Im Finale schied er nach dem vierten Durchgang als Drittplatzierter aus, womit er hinter den beiden Tschechen Jiří Lipták und David Kostelecký die Bronzemedaille gewann. Mit Kirsty Hegarty schied er im Mixed nach Rang zehn in der Vorrunde aus.